# Radisson Blu Bucarest
El Radisson Blu Bucarest (Radisson Blu București en romanès) és un hotel de la ciutat de Bucarest, capital de Romania, construït l'any 1977. Fins a l'octubre de l'any 2009 es va dir Radisson SAS. Va ser inaugurat el 18 de setembre de 2008, després d'una inversió de 70 milions d'euros. És l'hotel de cinc estrelles més gran de Romania i l'hotel Radisson més gran d'Europa de l'Est, amb 424 habitacions, 301 de les quals són estàndard, 74 executives, 10 adaptades per a minusvàlids i 39 suites. L'hotel està situat en un dels carrers principals de Bucarest, concretament a l'avinguda Calea Victoriei número 63 - 81, i compta amb 4 restaurants, 3 bars, un centre de conferències de 1.500 metres quadrats, una piscina d'hidromassatges, un centre de salut, una piscina exterior climatitzada, un jacuzzi exterior, una pista de footing, un casino i botigues de luxe.
Va ser construït al lloc de l'antic Hotel Nestor que es va esfondrar en el terratrèmol que va afectar Romania l'any 1977. Radisson Blu és l'antic Hotel Bucarest, i és propietat de l'empresa București Turism.
Radisson SAS Hotels&Resorts representa la marca prèmium del grup hoteler Rezidor, un dels 5 millors grups hotelers mundials. El grup també inclou les cadenes hoteleres Park Inn, Country Inn, Regent i Missoni.